# Johann Caspar Ferdinand Fischer
Johann Caspar Ferdinand Fischer (ur. około 1665 w Schlackenwerth, zm. 27 sierpnia 1746 w Rastatt) – niemiecki kompozytor.

## Życiorys
Od około 1692 lub 1695/1696 do 1716 roku był kapelmistrzem na dworze margrabiów Baden w Schlackenwerth, następnie przeniósł się do Rastatt. Odegrał dużą rolę w historycznym rozwoju suity, jako jeden z pierwszych przenosząc tę formę muzyki orkiestrowej na instrument klawiszowy i wprowadzając swobodny dobór i układ jej części według wzorców francuskich. Był autorem Ariadne musica neo-organoedum  op. 4 (wyd. Schlackenwerth 1702), cyklu dwudziestu preludiów i fug ułożonych w różnych tonacjach i przeznaczonych na organy o stroju równomiernie temperowanym, przypominających w swoim założeniu Das Wohltemperierte Klavier J.S. Bacha. Ponadto napisał m.in. 8 suit na 5 instrumentów smyczkowych i 2 trąbki ad libitum Le Journal du printemps op. 1 (wyd. Augsburg 1695), 8 suit na instrument klawiszowy Les Pièces de clavessin op. 2 (wyd. Schlackenwerth 1696), Blumen Strauss... in 8 Tonos Ecclesiasticos eingetheilet na organy (wyd. Augsburg 1732), 9 suit na instrument klawiszowy Musicalischer Parnassus (wyd. Augsburg 1738).